# 陳憲宗
陳憲宗（越南语：／，1319年—1341年）是越南陳朝第六代皇帝，1329年至1341年在位。名陳旺（越南语：／），《元史》作陳日㷆。
1329年接受父親陳明宗的禪位，成為大越皇帝，當時年僅十歲。尊明宗為太上皇，由明宗執掌朝政。
憲宗在位期間，國力開始衰弱，陳朝進入了多事之秋。1341年，23歲的陳憲宗逝世，無嗣。由陳明宗指定陳暭繼承皇位，是為陳裕宗。

## 立太子之爭
陳憲宗是明宗與明慈皇太妃的兒子，1319年出生。陳明宗有立陳旺為太子的意圖，但因陳旺的庶子身份而遭到了部分朝臣的反對。陳朝大臣分為兩派：一派以國丈陳國瑱為首，認為應立嫡子為嗣；另一派以陳克終為首，支持明宗立陳旺為太子。兩派互相攻擊，最後陳克終成功使陳旺成為皇太子。而陳國瑱則被監禁，最後死於獄中。
1329年，明宗禪位給陳旺，當時陳旺年僅十歲。陳旺尊明宗為太上皇，讓他執掌朝政。

## 即位為王
陳憲宗即位以後，陳朝許多著名的文臣武將，諸如陳日燏（死於1330年）、陳克終（死於1330年）等相繼逝世。陳朝開始出現朝中無人的狀況。憲宗繼續與元朝保持著良好的關係，於1330年遣鄧世延向元朝朝貢。但他卻與哀牢、占城持敵對態度。1330年有广源贼闭覆寇元朝龙州罗回洞，龙州万户移文诘安南，其回牒言：“自归天朝，恪共臣职，延续疆此界，尽属一。岂以罗回原隶本国，遂起争端，此盖边吏生衅，假闭覆为名，尔理宜即加穷治。”命龙州万户仍还所掠。1335年，太上皇陳明宗親自出征哀牢，為哀牢所敗，重臣段汝諧亦歿於此役。1339年，名將陳慶餘也病逝，對陳朝又是一個沉重的打擊。
1341年，憲宗病逝，年僅23歲。因憲宗只有一個女兒，太上皇陳明宗令自己的第十子，也就是憲宗的弟弟陳暭繼承皇位，是為陳裕宗。
雖然越南官修史料《大越史記全書》稱他「天資英睿」，但他在位期間朝政始終都是由父親陳明宗把持著，無法體現他的治國才能。而陳朝諸位重臣的逝世則使陳朝走向了衰弱。死後，其弟陳暭給他上廟號憲宗，沒有上諡號。